# Occidozyga vittata
Occidozyga vittata är en groddjursart som först beskrevs av Andersson 1942.  Occidozyga vittata ingår i släktet Occidozyga och familjen Dicroglossidae. IUCN kategoriserar arten globalt som otillräckligt studerad. Inga underarter finns listade i Catalogue of Life.